# Joséphine Jacques-André-Coquin
Joséphine Jacques-André-Coquin (Aubervilliers, 21 de septiembre de 1990) es una deportista francesa que compite en esgrima, especialista en la modalidad de espada. Su hermana Lauren también compite en esgrima.
Ganó tres medallas en el Campeonato Europeo de Esgrima entre los años 2011 y 2016. Participó en los Juegos Olímpicos de Río de Janeiro 2016, ocupando el séptimo lugar en la prueba por equipos.

## Palmarés internacional
| Campeonato Europeo | Campeonato Europeo      | Campeonato Europeo | Campeonato Europeo |
| Año                | Lugar                   | Medalla            | Prueba             |
| ------------------ | ----------------------- | ------------------ | ------------------ |
| 2011               | Sheffield (Reino Unido) | Medalla de bronce  | Espada por equipos |
| 2014               | Estrasburgo (Francia)   | Medalla de bronce  | Espada individual  |
| 2016               | Toruń (Polonia)         | Medalla de plata   | Espada por equipos |